# Стецюк, Екатерина Исааковна
Екатери́на Исаа́ковна Стецю́к (укр. Катери́на Іса́ківна Стецю́к; 23 ноября 1905, с. Шпитьки, Киевская губерния (ныне Киево-Святошинского района Киевской области Украины) — 4 августа 2002, Киев) — украинский и советский историк, медиевист, исследовательница истории Украины средних веков. Доктор исторических наук (1961). Заслуженный деятель науки УССР (1967).

## Биография
В 1928 окончила факультет профобразования Киевского института народного образования. В 1928—1929 — преподавала в трудовой школе г. Сквиры Киевской области, затем в 1929—1931 — в Киевском автомобильном техникуме, в 1931—1939 — Киевском железнодорожном техникуме. Одновременно в 1936—1941 — преподаватель истории народов СССР Киевского педагогического института.
В 1932—1935 училась в аспирантуре на кафедре истории народов СССР Киевского госуниверситета. В 1938—1970 работала в Институте истории АН УССР: 1938—1941 — младший научный сотрудник сектора истории Украины периода феодализма Института истории Украины АН УССР. С 1941 — кандидат исторических наук (диссертация «Влияние восстания Степана Разина на Украине» (1941).
Участница Великой Отечественной войны. В 1941—1942 годах — политрук эвакуационного госпиталя (г. Горький). Награждена 3 боевыми медалями.
В 1942—1944 — старший научный сотрудник отдела истории феодализма Института истории и археологии АН УССР (в г. Уфа и Москва), в 1944—1970 — старший научный сотрудник, 1970—1974 — старший научный сотрудник-консультант отдела истории феодализма Института истории АН УССР.

## Основные труды
- Влияние восстания Степана Разина на Украине (1947),
- Образование классов и государства у восточных славян (1948) и др.
- Борьба украинского народа за воссоединение Украины с Россией (1954, в соавт.),
- Вековечная дружба украинского и русского народов (1950),
- Народные движения на Левобережной и Слободской Украине в 50-70-х гг XVII в. (1960).